# 讷莱索克西
讷莱索克西（法語：Nœux-lès-Auxi，法語發音：[nø lɛz‿oksi]，意为“欧克西附近的讷”）是法国上法蘭西大區加来海峡省的一个市镇，属于阿拉斯区。

## 地理
讷莱索克西（50°14'8"N, 2°10'28"E）面积6.26 平方千米，位于法国上法蘭西大區加来海峡省，该省份为法国北部沿海省份，西北濒北海，南至索姆省，东临北部省。
与讷莱索克西接壤的市镇（或旧市镇、城区）包括：博夫勒、欧克西堡、比尔欧布瓦、阿图瓦地区福尔泰勒、维莱洛皮塔勒、博瓦尔瓦旺。
讷莱索克西的时区为UTC+01:00、UTC+02:00（夏令时）。

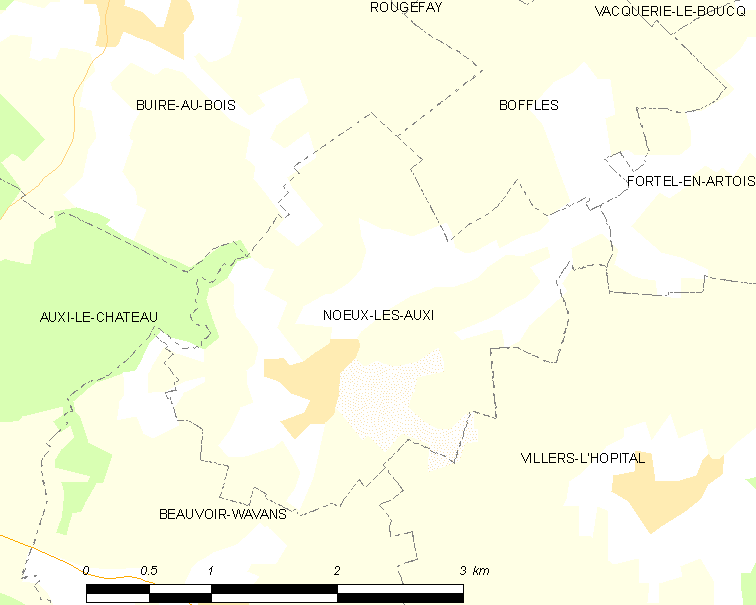
讷莱索克西的OSM定位图

## 行政
讷莱索克西的邮政编码为62390，INSEE市镇编码为62616。

## 政治
讷莱索克西所属的省级选区为欧克西堡县。

## 人口

1962-2008年间讷莱索克西人口变化图示

讷莱索克西于2022年1月1日时的人口数量为185人。